# Constructive Approximation
Constructive Approximation is een internationaal, aan collegiale toetsing onderworpen wetenschappelijk tijdschrift op het gebied van de wiskunde. De naam wordt in literatuurverwijzingen meestal afgekort tot Constr. Approx. Het wordt uitgegeven door Springer Science+Business Media en verschijnt 6 keer per jaar. Het eerste nummer verscheen in 1985.